# Hugo Gaston
Hugo Gaston (* 26. září 2000 Toulouse) je francouzský profesionální tenista. Ve své dosavadní kariéře na okruhu ATP Tour nevyhrál žádný turnaj ve dvouhře ani ve čtyřhře. Na challengerech ATP a okruhu ITF získal k červenci 2021 čtyři tituly ve dvouhře a dva ve čtyřhře.
Na žebříčku ATP byl ve dvouhře nejvýše klasifikován v červenci 2021 na 133. místě, ve čtyřhře pak v témže měsíci na 265. místě.
Trénuje ho Marc Barbier.
Ve francouzském daviscupovém týmu nenastoupil k roku 2021 k žádnému mezistátnímu utkání.

## Tenisová kariéra
V hlavní soutěži grandslamu debutoval na Australian Open 2020 díky divoké kartě pořadatelů. V prvním kole ho porazil Španěl Jaume Munar po čtyřsetovém průběhu utkání.
Poprvé na sebe výrazněji upozornil během French Open 2020, netradičně hraném v podzimním termínu. Až jako 239. hráč světa postupně přehrál krajana Maxime Janviera, Japonce Jošihito Nišioku a sedmnáctého hráče žebříčku ATP Švýcara Stana Wawrinku, kterému v pátém rozhodujícím setu naděli „kanára“. V osmifinále se utkal s čerstvým vítězem newyorského majoru a světovou trojkou Dominicem Thiemem. Přestože prohrál první dvě sady, pestrou hrou plnou dropshotů dokázal utkání dovést do páté sady, které nakonec ztratil poměrem 6–3.

## Finále na okruhu ATP Tour
| Legenda                   |
| D – dvouhra; Č – čtyřhra  |
| Grand Slam (0)            |
| Turnaj mistrů (0)         |
| ATP Tour Masters 1000 (0) |
| ATP Tour 500 (0)          |
| ATP Tour 250 (0–2 D)      |

### Dvouhra: 2 (0–2)
| Stav      | č. | datum             | turnaj              | kategorie | povrch | soupeř ve finále  | výsledek |
| --------- | -- | ----------------- | ------------------- | --------- | ------ | ----------------- | -------- |
| Finalista | 1. | 25. července 2021 | Gstaad, Švýcarsko   | ATP 250   | antuka | Casper Ruud       | 3–6, 2–6 |
| Finalista | 2. | 27. července 2024 | Kitzbühel, Rakousko | ATP 250   | antuka | Matteo Berrettini | 5–7, 3–6 |

## Finále na juniorském Grand Slamu

### Čtyřhra juniorů: 1 (1–0)
| Stav  | rok  | turnaj          | povrch | spoluhráč     | soupeři ve finále            | výsledek |
| ----- | ---- | --------------- | ------ | ------------- | ---------------------------- | -------- |
| Vítěz | 2018 | Australian Open | tvrdý  | Clément Tabur | Rudolf Molleker Henri Squire | 6–2, 6–2 |